# Élection à la direction du Parti travailliste britannique de 2007
L'élection à la direction du Parti travailliste de 2007 a eu lieu en 2007 pour élire le chef du Parti travailliste à la suite de la démission du Premier ministre et chef du parti, Tony Blair.
Pour participer au scrutin il faut le soutien de 12,5 % des députés travaillistes soit 45 personnes. Gordon Brown, le Chancelier de l'Échiquier obtient 313 soutiens parlementaires contre 29 pour John McDonnell. Par conséquent, Gordon Brown est le seul candidat qui peut se présenter devant les suffrages et il est donc automatiquement le nouveau chef du parti. Le parti étant majoritaire à la Chambre des communes, il devient également Premier ministre.